# Lionel Chevrier
Pour les articles homonymes, voir Chevrier (homonymie).
Lionel Chevrier est un avocat et homme politique franco-ontarien né le 2 avril 1903 à Cornwall et mort le 8 juillet 1987 à l'âge de 84 ans. 

## Carrière politique
- Député du Parti libéral de Stormont (1935-1953)
- Député du Parti libéral de Laurier(1957-1964)
- Ministre des Transports dans les cabinets de William Lyon Mackenzie King (1945 - 1948) et de Louis Stephen Saint-Laurent (1948 - 1954).
- Ministre de la Justice et solliciteur général du Canada (1963 - 1964) dans le cabinet de Lester B. Pearson.
- Haut-commissaire du Canada à Londres (1964 - 1967).
- Chef de la mission canadienne en Afrique francophone (1968).

## Distinctions
- 1967 -  Compagnon de l'Ordre du Canada[1]